# 葡萄糖转运蛋白4型
葡萄糖转运蛋白4型（英语：Glucose transporter type 4，简称GLUT4），也称为溶质载体家族2（solute carrier family 2）和促进葡萄糖转运蛋白成员4（facilitated glucose transporter member 4），是一种在人类中由SLC2A4基因编码的蛋白质。GLUT4是调节胰岛素的葡萄糖转运蛋白，主要存在于脂肪组织和横纹肌（骨骼肌和心脏）中。大卫·詹姆斯于1988年提供了这种独特的葡萄糖转运蛋白的第一个证据。编码GLUT4的基因于1989年被克隆和定位。
在细胞表面，GLUT4允许循环葡萄糖沿着其浓度梯度扩散到肌肉和脂肪细胞中。进入细胞后，葡萄糖被肝脏中的葡萄糖激酶和其他组织中的己糖激酶迅速磷酸化，形成葡萄糖-6-磷酸，然后进入糖酵解或聚合成糖原。葡萄糖-6-磷酸不能扩散回细胞外，这也有助于维持葡萄糖被动进入细胞的浓度梯度。

## 结构

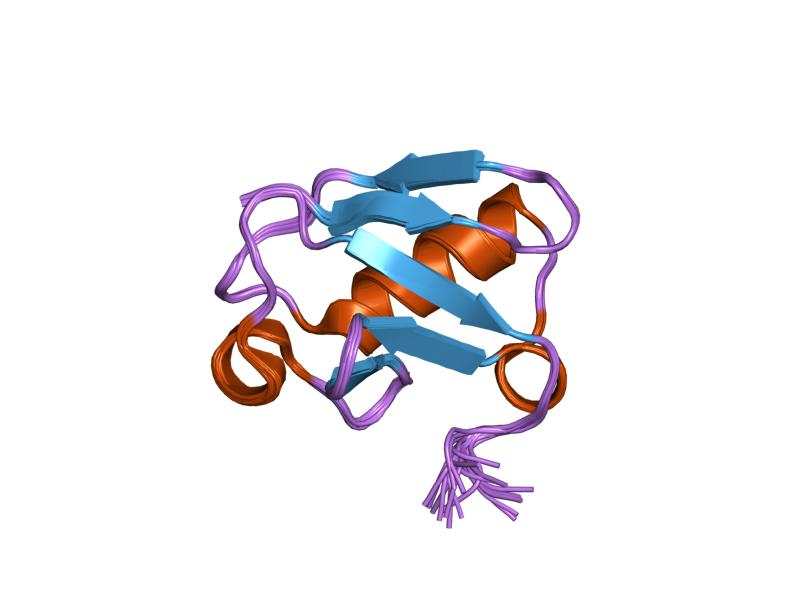
GLUT4还包含一个UBX域。这些是可以协助细胞信号传送的泛素调节区域。

与所有蛋白质一样，GLUT4一级序列中独特的氨基酸排列使其能够跨质膜转运葡萄糖。除了N末端的苯丙氨酸外，COOH末端的两个亮氨酸残基和酸性基序被认为在胞吞作用和胞吐作用的动力学中起着关键作用。

### 其它葡萄糖转运蛋白
根据序列相似性，共有14种葡萄糖转运蛋白（GLUT）分为3类。第1类包含GLUT1至4和14，第2类包含GLUT5、7、9和11，第3类包含GLUT6、8、10、12和13。
尽管所有葡萄糖转运蛋白之间存在一些序列差异，但它们都具有一些基本结构成分。例如，葡萄糖转运蛋白的N端和C端都暴露在细胞质中，它们都有12个跨膜片段。

## 组织分布

### 骨骼肌

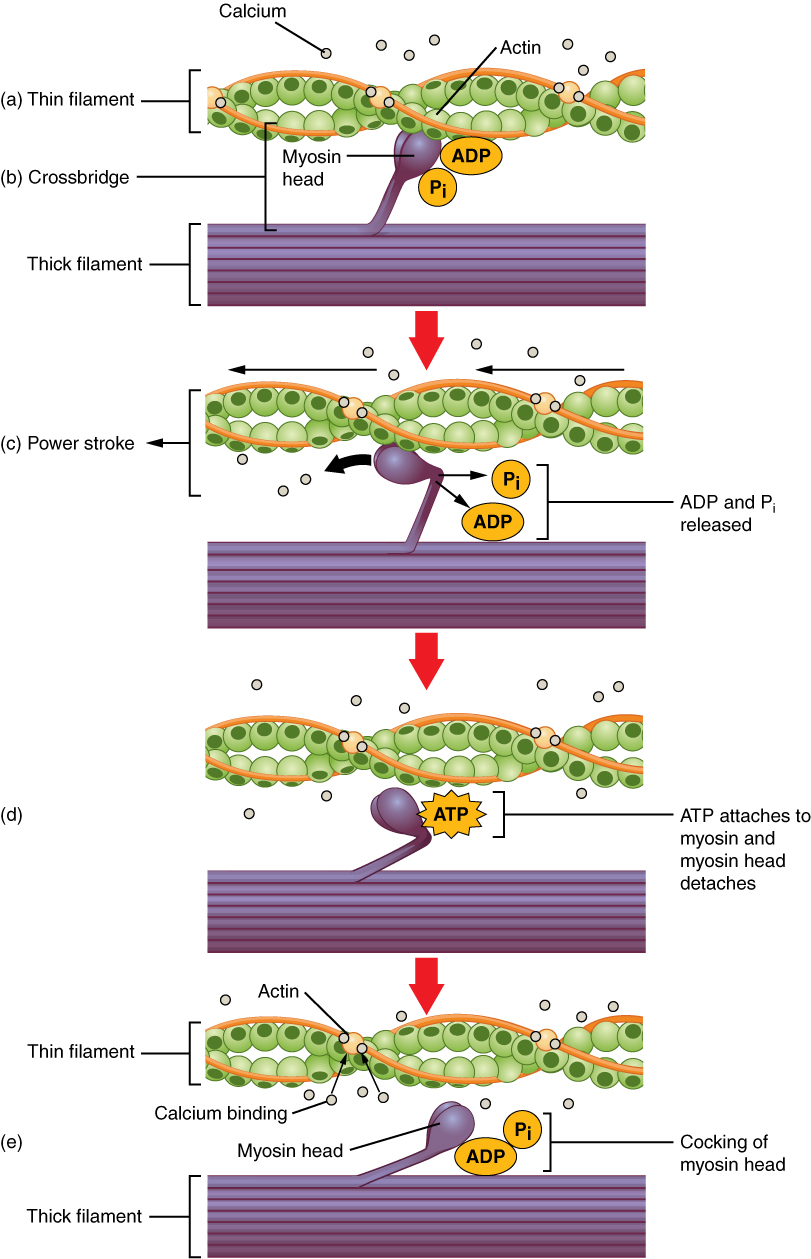
当肌肉收缩时，它们会使用ATP。制造ATP所需的能量来自各种不同的途径，例如糖酵解或氧化磷酸化，最终使用葡萄糖作为起始材料。

在横纹骨骼肌细胞中，运动或肌肉收缩会增加质膜中的GLUT4浓度。
在运动过程中，身体需要将葡萄糖转化为ATP以用作能量。随着葡萄糖-6-磷酸浓度降低，己糖激酶受到的抑制减少，并且生成ATP的糖酵解和氧化途径能够继续进行。这也意味着随着细胞内浓度的降低，肌肉细胞能够吸收更多的葡萄糖。为了增加细胞中的葡萄糖水平，GLUT4是这种促进扩散中使用的初级转运蛋白。
尽管肌肉收缩以类似的方式发挥作用并且还诱导GLUT4易位到质膜中，但这两个骨骼肌过程获得不同形式的细胞内GLUT4。GLUT4载体囊泡为转铁蛋白阳性或阴性，并由不同的刺激物募集。阳性转铁蛋白GLUT4囊泡在肌肉收缩过程中被利用，而阴性转铁蛋白囊泡则被胰岛素刺激和运动激活。

### 心肌
心肌与骨骼肌略有不同。在休息时，他们更喜欢利用脂肪酸作为主要能量来源。随着活动的增加，它开始更快地泵血，心肌开始以更高的速度氧化葡萄糖。
对心肌中GLUT1和GLUT4的mRNA水平的分析表明，与在骨骼肌中相比，GLUT1在心肌中的作用更大。然而，GLUT4仍然被认为是葡萄糖的初级转运蛋白。
与其他组织非常相似，GLUT4也对胰岛素信号作出反应，并被转运到质膜中以促进葡萄糖扩散到细胞中。

### 脂肪组织
脂肪组织是能量的储存库，以保持代谢稳态。当身体以葡萄糖的形式吸收能量时，一些会被消耗掉，其余的会以糖原的形式储存（主要在肝脏、肌肉细胞中），或在脂肪组织中以甘油三酯的形式储存。
葡萄糖的摄入和能量消耗的不平衡已被证明会导致脂肪细胞肥大和增生，从而导致肥胖。此外，脂肪细胞中GLUT4基因的突变也会导致脂肪细胞中GLUT4表达增加，从而增加葡萄糖摄取，从而储存更多脂肪。如果GLUT4过度表达，它实际上会改变营养分配并将过量的葡萄糖输送到脂肪组织中，从而导致脂肪组织质量增加。

## 调节

### 胰岛素
随着血液中葡萄糖浓度的增加，胰岛素从胰腺释放并进入血流。胰岛素储存在胰腺的胰岛β细胞中。当血液中的葡萄糖与胰岛β细胞膜上的葡萄糖受体结合时，信号级联会在细胞内启动，导致储存在这些细胞的囊泡中的胰岛素被释放到血流中。胰岛素水平升高导致细胞吸收葡萄糖。GLUT4储存在细胞的运输囊泡中，当胰岛素与膜受体结合时，它会迅速掺入细胞的质膜中。
在低胰岛素条件下，大多数GLUT4被隔离在肌肉和脂肪细胞的细胞内囊泡中。当囊泡与质膜融合时，GLUT4转运蛋白被插入并可用于转运葡萄糖以及葡萄糖吸收增加。基因工程肌肉胰岛素受体敲除（MIRKO）小鼠被设计为对胰岛素引起的葡萄糖摄取不敏感，这意味着GLUT4不存在。然而，发现患有糖尿病或空腹高血糖症的小鼠对不敏感的负面影响具有免疫力。

当胰岛素与胰岛素受体蛋白结合时，胰岛素信号转导通路开始。一旦转导途径完成，GLUT4储存囊泡就会与细胞膜合而为一。结果，GLUT4通道嵌入到细胞膜中，使葡萄糖能够被转运到细胞中。

GLUT4的机制是级联效应的一个例子，其中配体与膜受体的结合会放大信号并引起细胞反应。在这种情况下，胰岛素以二聚体形式与胰岛素受体结合并激活受体的酪氨酸激酶结构域。然后受体募集胰岛素受体底物1（IRS1），它结合磷酸肌醇3-激酶。磷酸肌醇3-激酶将膜脂PIP2转化为PIP3。PIP3被蛋白激酶B和PDK1特别识别，PDK1可以磷酸化并激活PKB。磷酸化后，PKB处于活性形式并磷酸化TBC1D4，从而抑制与TBC1D4相关的三磷酸鸟苷酶激活结构域，从而使Rab蛋白从其二磷酸鸟苷变为三磷酸鸟苷结合状态。三磷酸鸟苷酶激活结构域的抑制使级联中的下一个蛋白质以其活性形式存在，并刺激GLUT4在质膜上表达。
RAC1是一种三磷酸鸟苷，也被胰岛素激活。Rac1刺激皮质肌动蛋白细胞骨架的重组，从而允许GLUT4囊泡插入质膜。RAC1基因敲除小鼠肌肉组织中的葡萄糖摄取减少。
GLUT4杂合子基因敲除小鼠的肌肉会出现胰岛素抵抗以及糖尿病。

### 肌肉收缩
肌肉收缩刺激肌肉细胞将GLUT4受体转移到它们的表面。在心肌中尤其如此，连续收缩会增加GLUT4易位率；但在较小程度上观察到骨骼肌收缩增加。在骨骼肌中，肌肉收缩使GLUT4易位增加数倍，这可能受RAC1和一磷酸腺苷活化蛋白激酶的调节。

### 肌肉拉伸
肌肉拉伸还通过RAC1刺激啮齿动物肌肉中的GLUT4易位和葡萄糖摄取。

## 相互作用
GLUT4已被证明与死亡相关蛋白6（也称为Daxx）相互作用。用于调节细胞凋亡的Daxx已被证明与细胞质中的GLUT4相关。UBX结构域，例如在GLUT4中发现的结构域，已被证明与凋亡信号有关。因此，这种相互作用有助于Daxx在细胞内的易位。
此外，最近的报道表明在海马体等中枢神经系统中存在GLUT4基因。此外，海马体中胰岛素刺激的GLUT4运输受损导致海马体神经元的代谢活动和可塑性降低，从而导致抑郁样行为和认知功能障碍。

## 交互式路径图
Template:GlycolysisGluconeogenesis WP534